# Kia EV4
A Kia EV4 egy akkumulátoros elektromos autótípus, mely szedán és hatchback változatban is elérhető. Ez az ötödik modell a Kia gyártó EV elektromos autók kínálatában az EV3 után, és ferdehátú és szedánként is kínálják.
Az EV4-ről az első képeket 2025. február 17-én tette közzé a Kia, a teljes körű bemutatásra pedig pedig 2025. február 27-én került sor a Kia EV2 és a Kia PV5 bemutatásával együtt.

## Áttekintés
A Kia EV4 alapjául szolgáló Kia EV4 Concept nevet viselő koncepcióautót 2023. október 12-én mutattak be a gyártó Kia EV Day rendezvényén, majd novemberben a Los Angeles-i Autószalonon mutatták be. Ez a Kia első globális C-szegmensű szedánja, és ferdehátú modellként is elérhető Európában.
Függőleges fényszórókkal és a Kia jellegzetes csillagtérkép-világításával rendelkezik. A szedán modell tetőspoilerrel rendelkezik az autó hátsó részének mindkét végén.
Az első sor panorámás széles kijelzővel van felszerelve, amely 12,3 hüvelykes klasztert, 5 hüvelykes légkondicionálót és 12,3 hüvelykes infotainment rendszert tartalmaz. A kijelző alatt rejtett érintőgombok találhatók, de a média teljesítmény, hangerő, légkondicionáló hőmérséklet és szélsebesség funkciók fizikai gombok. Ez az első Kia-jármű, amely 2 sorban forgatható kartámaszt és a Kia mobilalkalmazáshoz kapcsolódó, vezeték nélküli szoftverfrissítési funkciót tartalmaz.

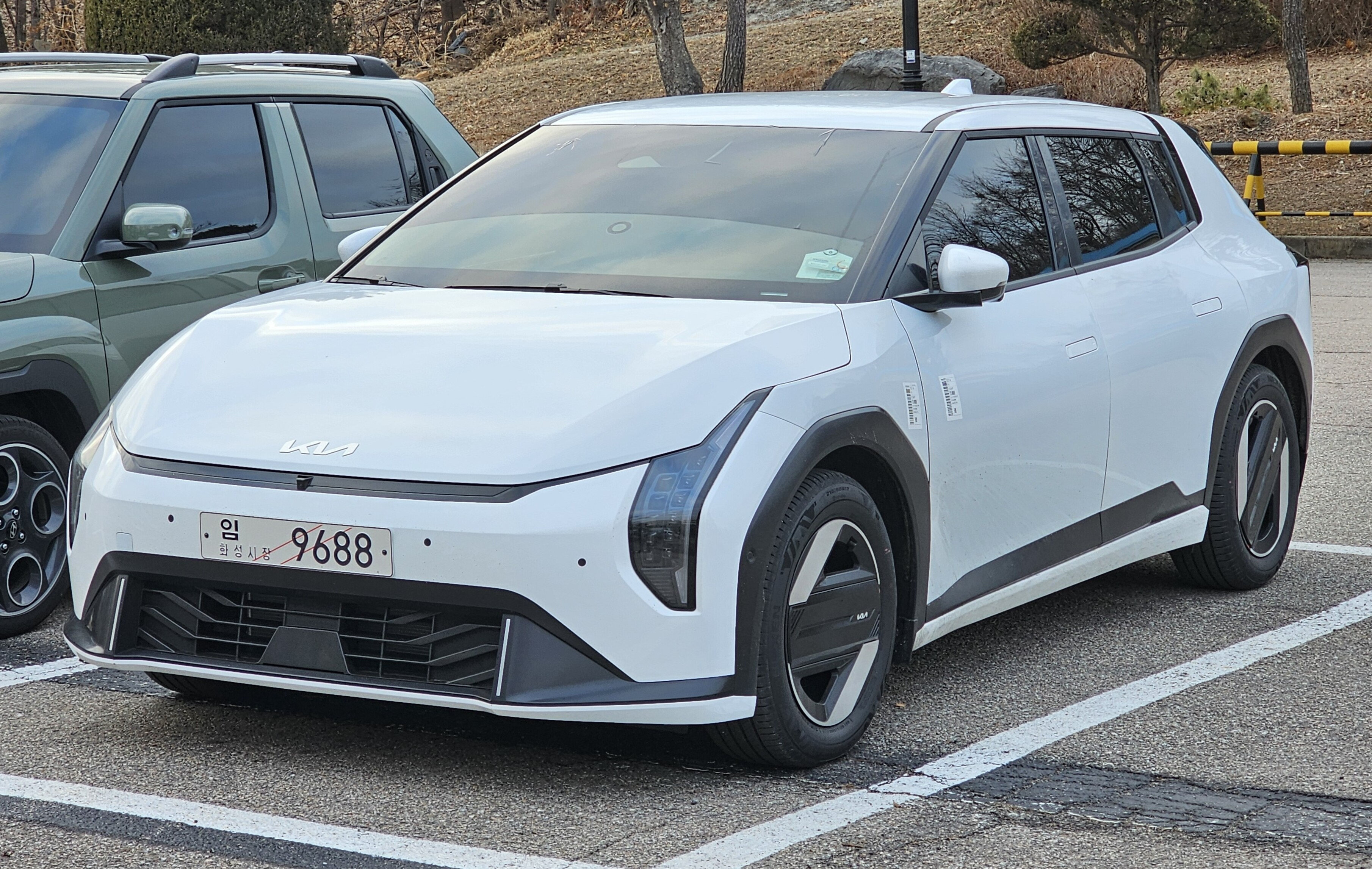
A hatchback-változat elölnézetből
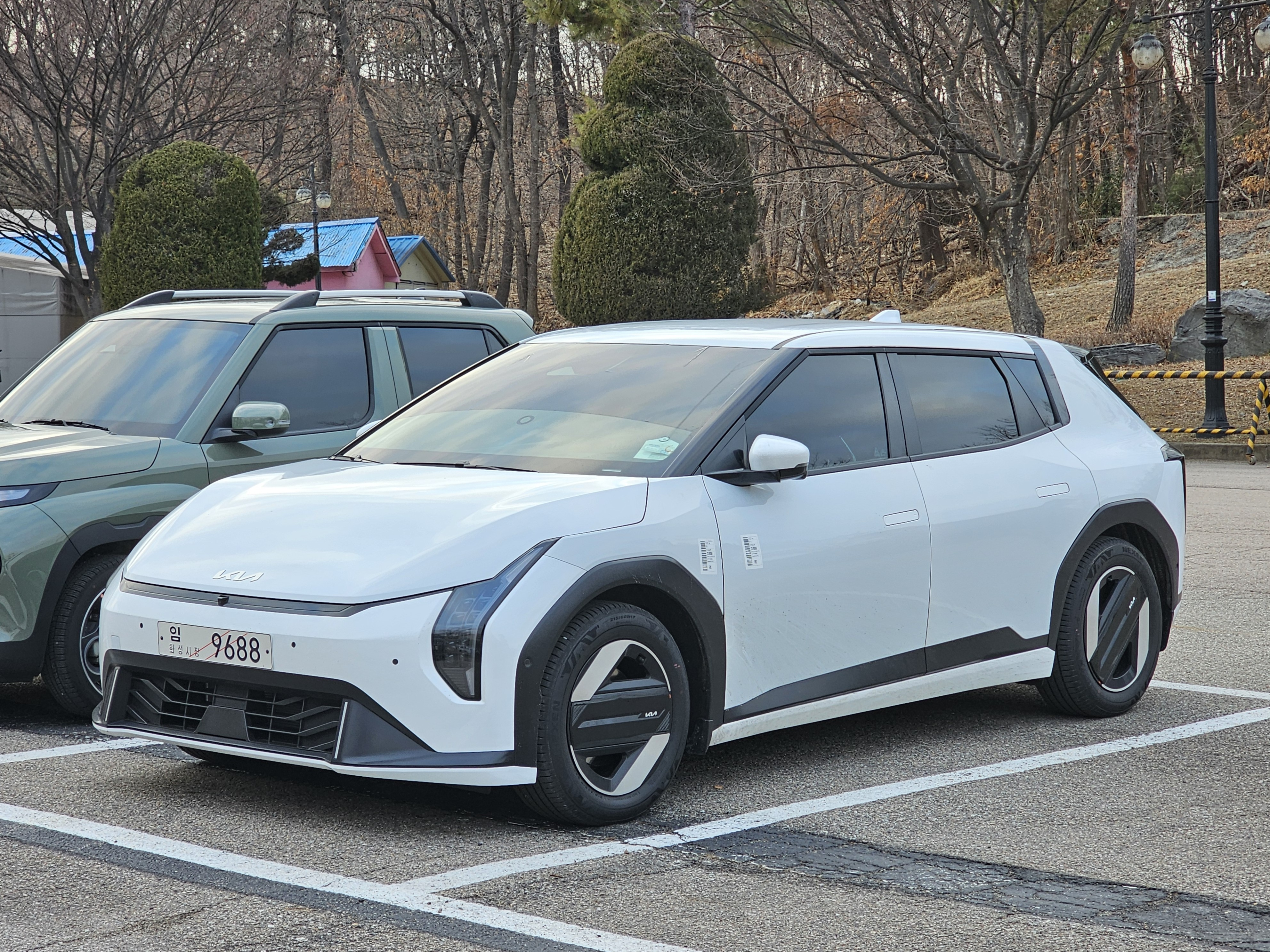
A hatchback-változat elölnézetből
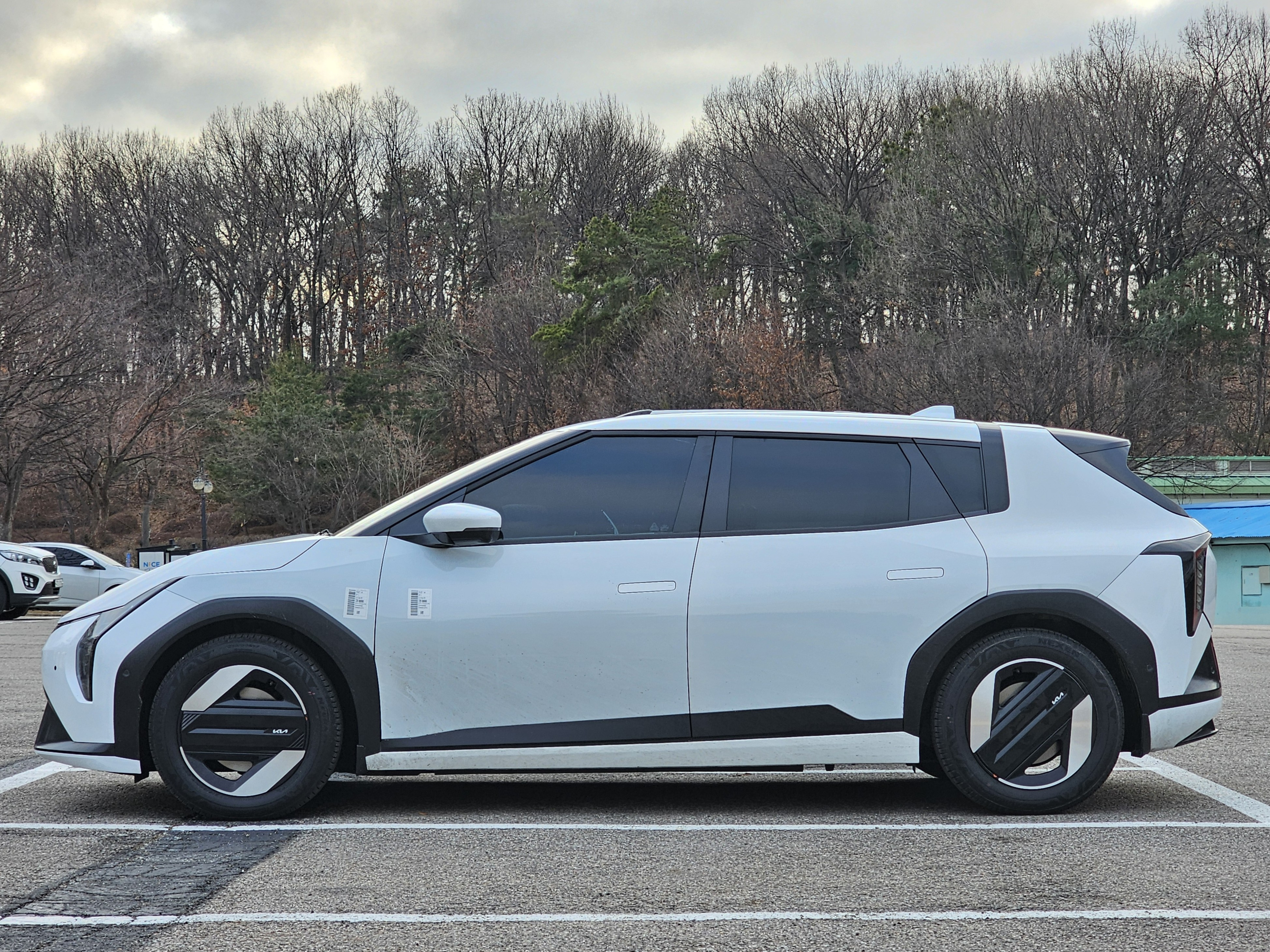
A hatchback-változat oldalnézetből
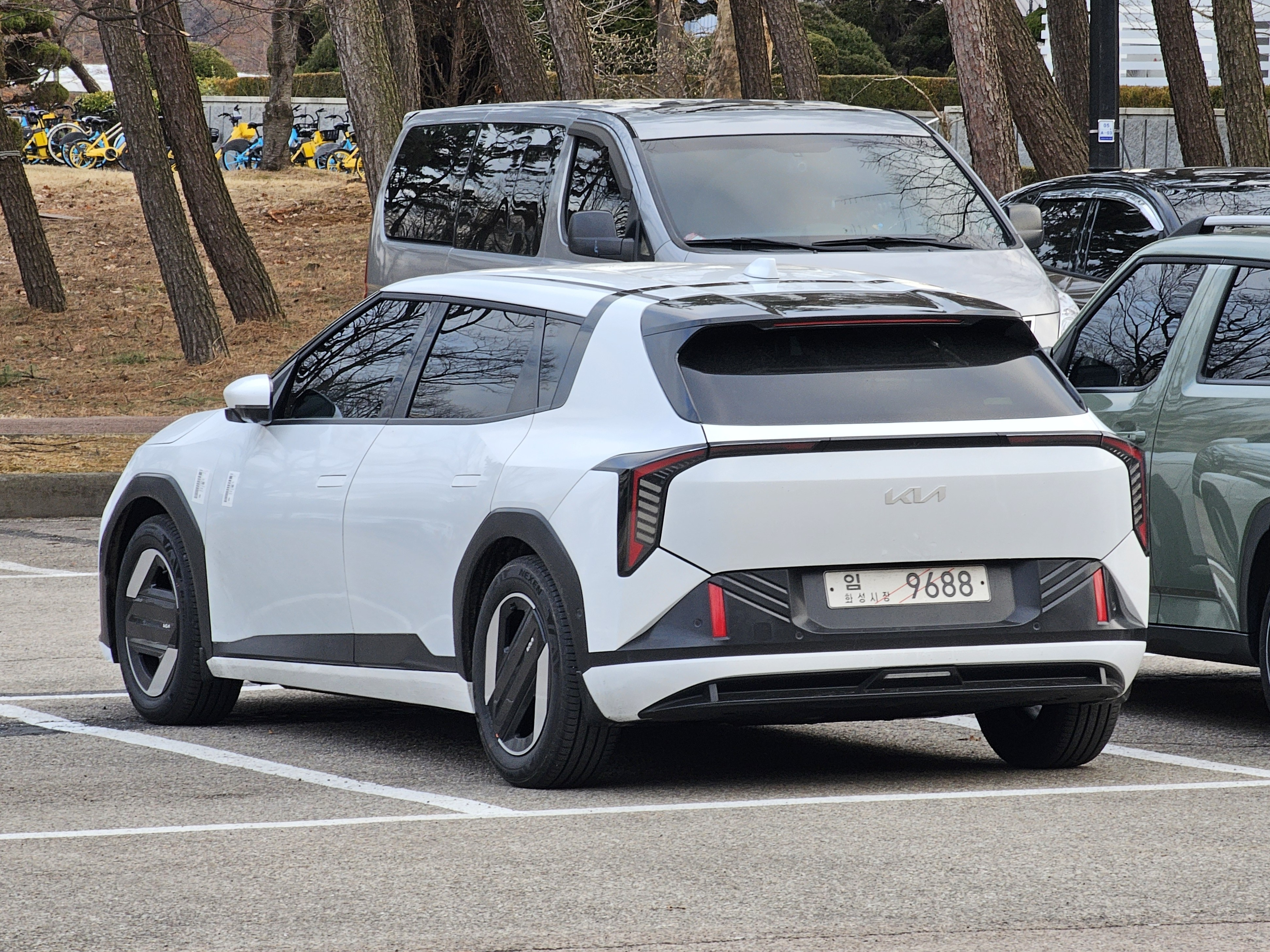
A hatchback-változat hátulnézetből
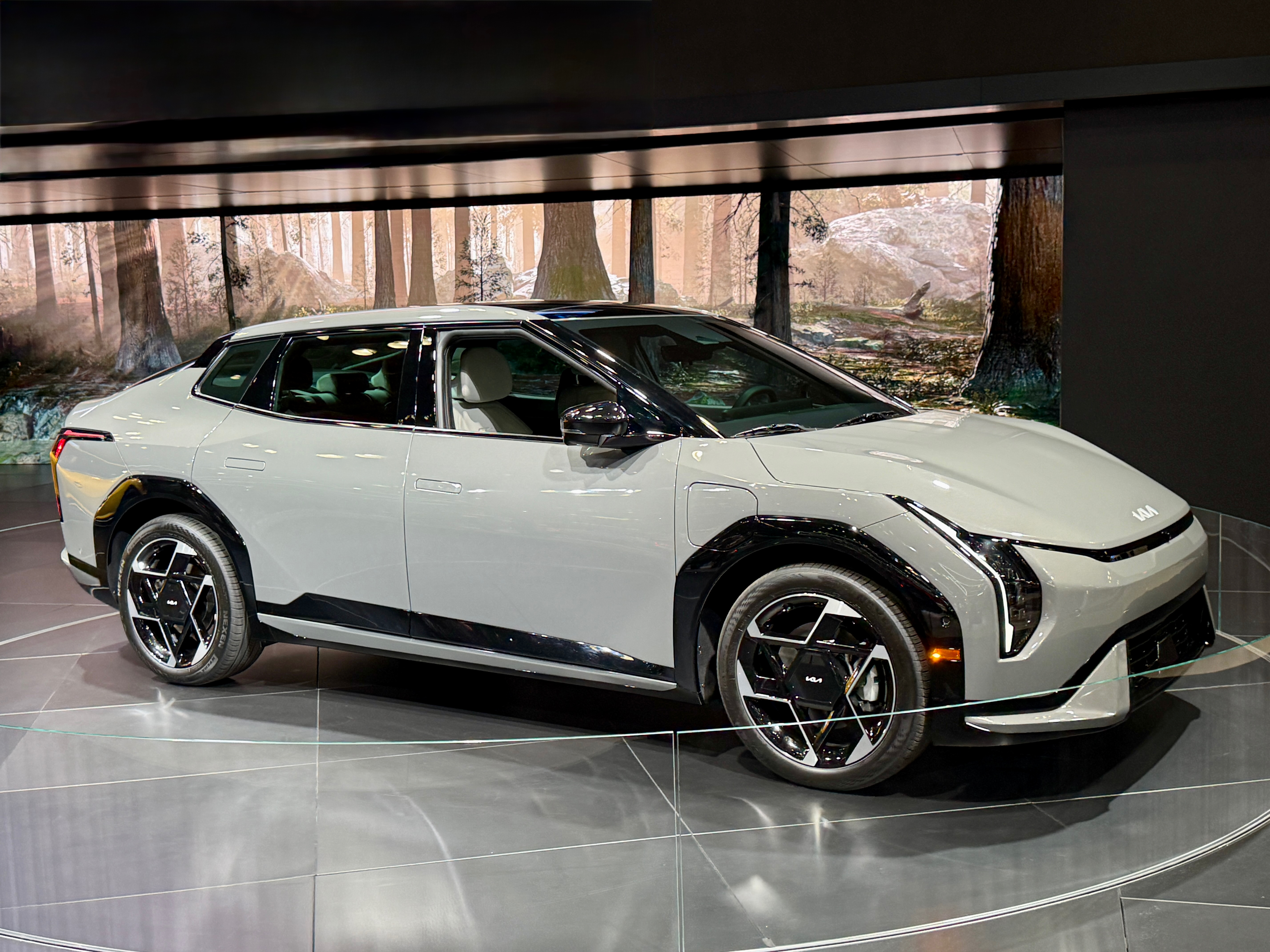
A szedán-változat elölnézetből
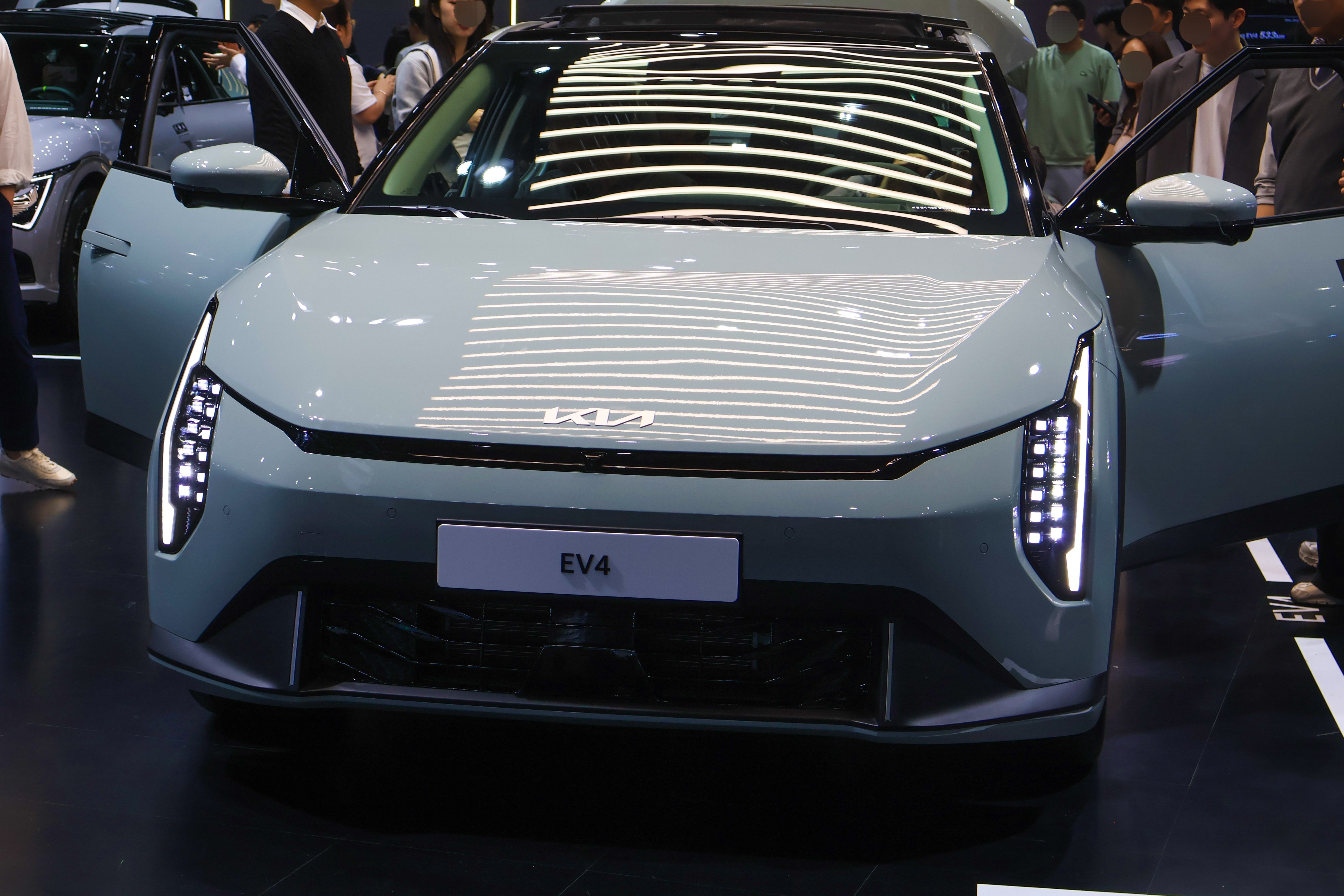
A szedán-változat elölnézetből
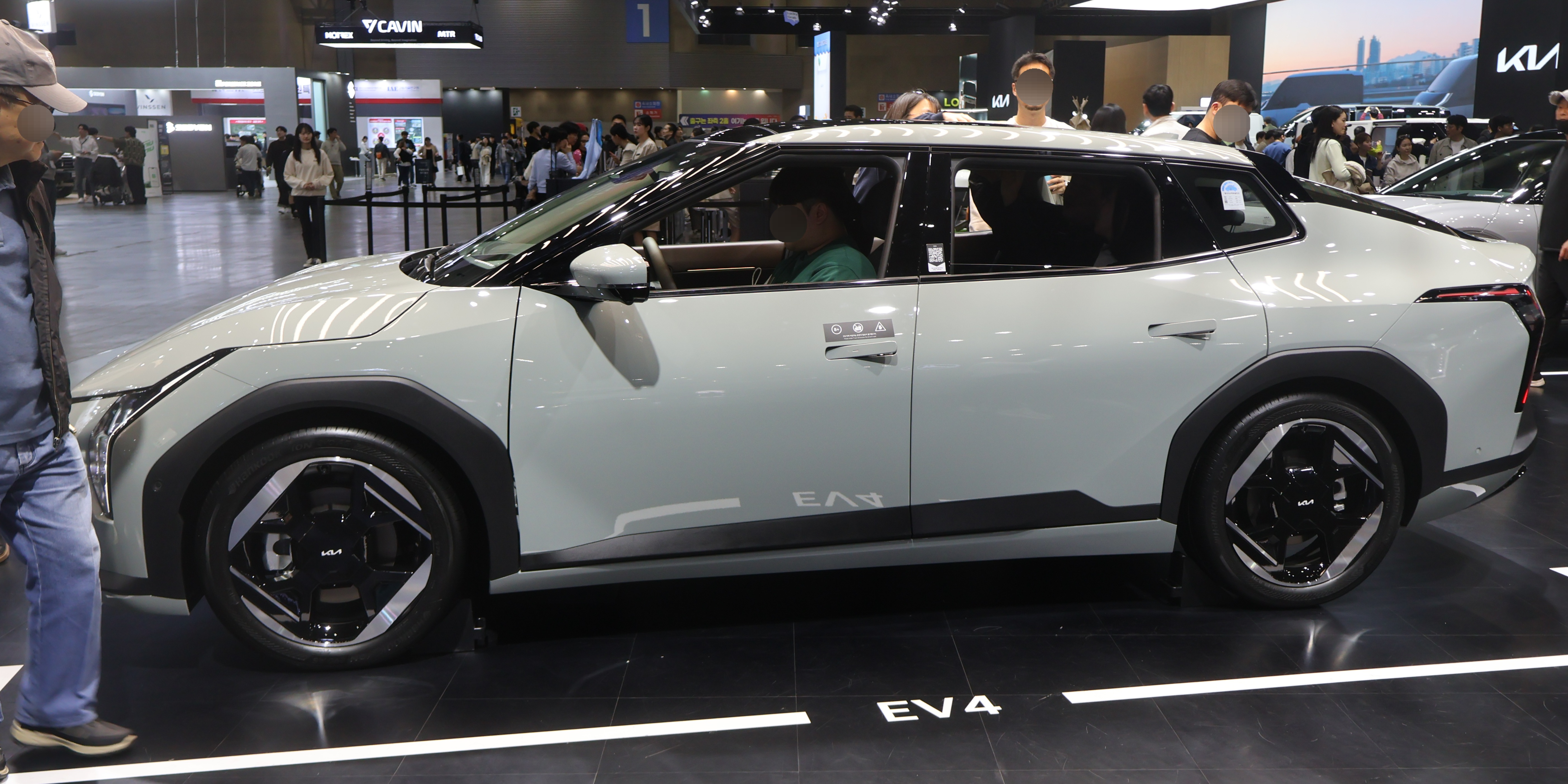
A szedán-változat oldalnézetből
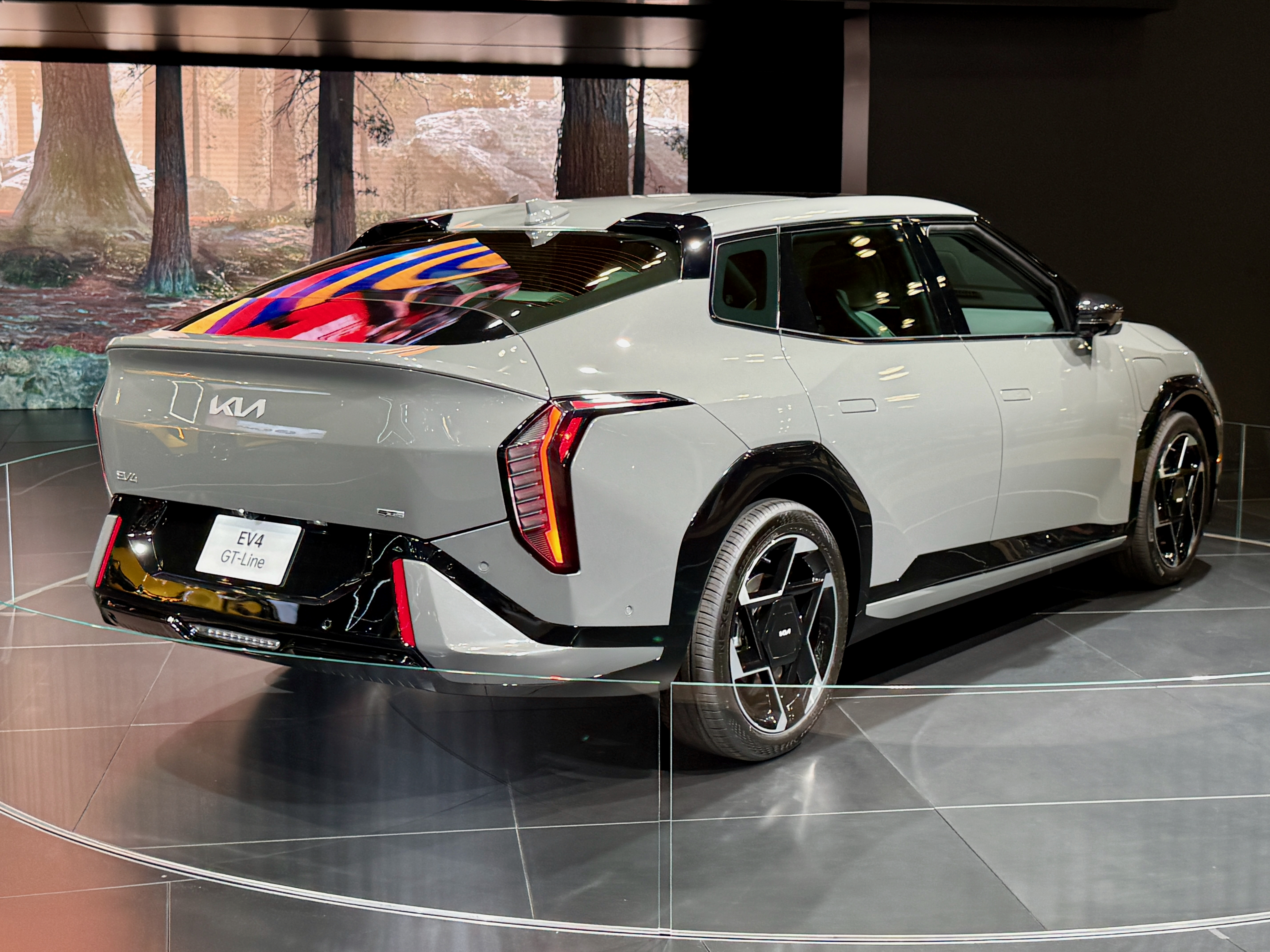
A szedán-változat hátulnézetből
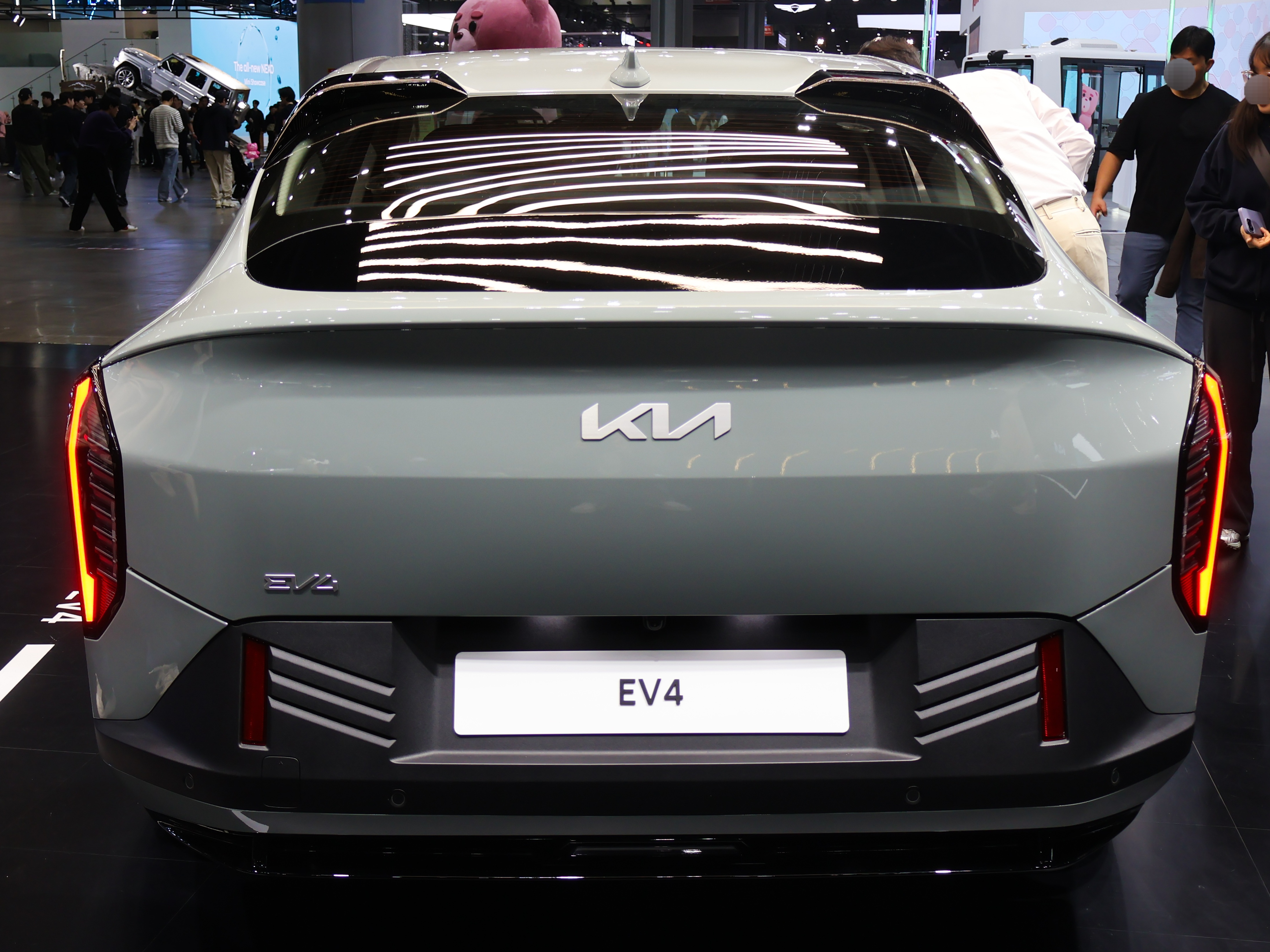
A szedán-változat hátulnézetből
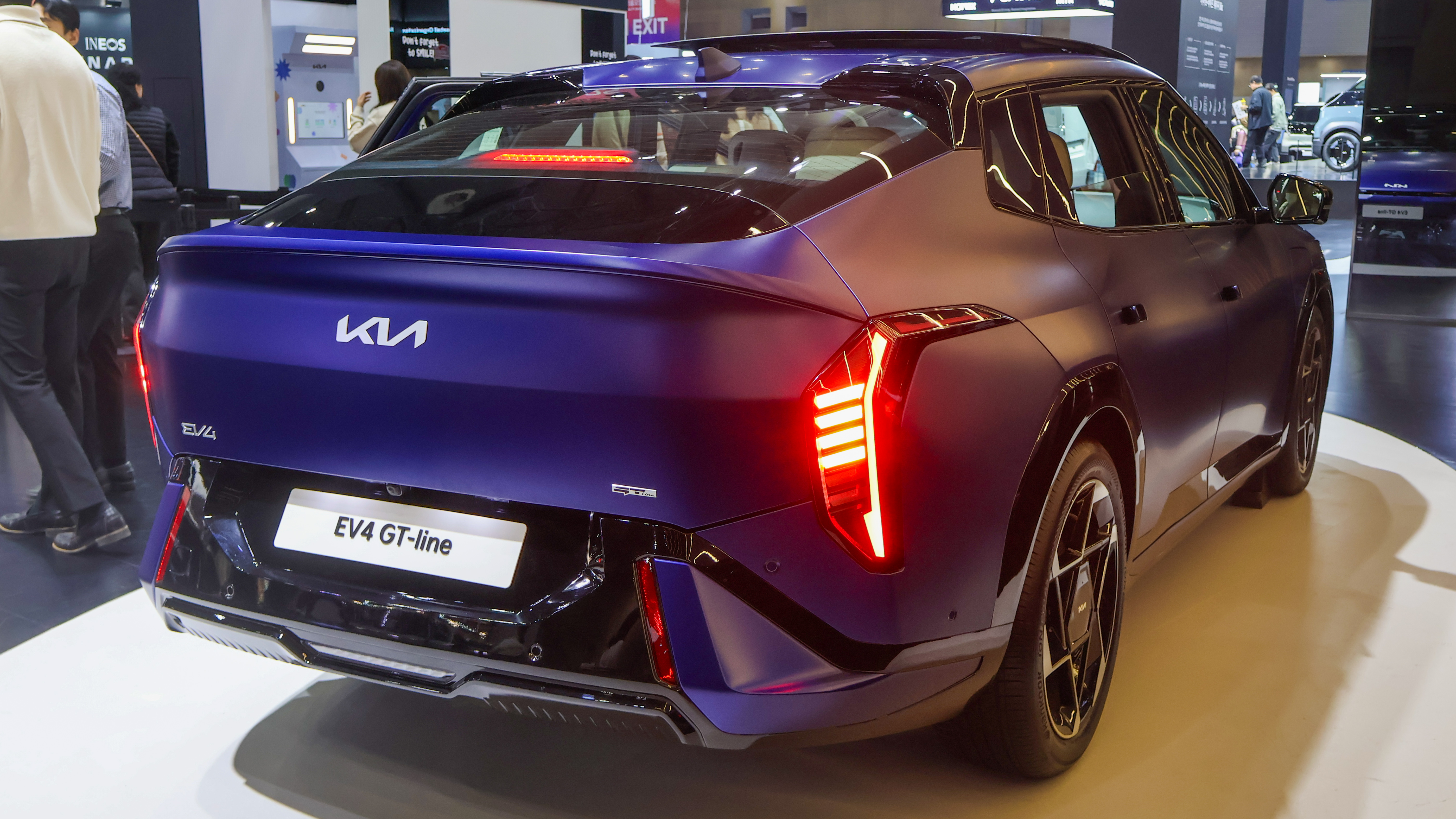
EV4 GT Line szedán hátulnézetből

## Fordítás
Ez a szócikk részben vagy egészben  a   Kia EV4 című angol Wikipédia-szócikk ezen változatának fordításán alapul.  Az eredeti cikk szerkesztőit annak laptörténete sorolja fel. Ez a jelzés csupán a megfogalmazás eredetét és a szerzői jogokat jelzi, nem szolgál a cikkben szereplő információk forrásmegjelöléseként.